# Slash (film)
Slash je americký hraný film z roku 2016, který režíroval Clay Liford podle vlastního scénáře. Film zachycuje trable středoškoláka s láskou. Snímek měl světovou premiéru na South by Southwest Film Festivalu dne 13. března 2016. V ČR byl uveden v roce 2017 na filmovém festivalu Febiofest.

## Děj
Neilovi je 15 let a jeho tajnou zábavou je psaní fanouškovských sci-fi povídek s homoerotickým podtextem. Když se tato skutečnost mezi spolužáky provalí, začne se o jeho tvorbu zajímat spolužačka Julia, která také píše a na webu publikuje svoje práce. Přemluví Neila, aby i on začal své výtvory zveřejňovat. V Houstonu se koná sraz fanoušků sci-fi a Julia je pozvána na autorské čtení. Pozvání obdrží i Neil, protože na webu zalhal, že je mu už 18 let. Neil se během víkendu sblíží s Julií a stráví spolu noc. Nicméně si není jistý svými city. Moderátorem autorského čtení je Denis, se kterým chce Nail mít sex, aby se ujistil, zdali je gay či nikoliv. Denis poté, co se dozví Nailův pravý věk, odmítne. Neil se nemůže zúčastnit ani autorského čtení.

## Obsazení
| Michael Johnston       | Neil     |
| Hannah Marks           | Julia    |
| Tishuan Scott          | Vanguard |
| Lucas Neff             | Kragon   |
| Dalton Edward Phillips | Jack     |
| Ben J. Pierce          | Bill     |
| Alexandria DeBerry     | Jessie   |
| Michael Ian Black      | Denis    |
| Violett Beane          | Lindsay  |
| Matt Peters            | Mr. Ford |
| Dustin Ballard         | Edward   |
| Sarah Ramos            | Marin    |
| Robert Longstreet      | Blake    |